# Ibn Qudama Al-Maqdisi
Pour les articles homonymes, voir Al-Maqdisi (homonymie).
Ibn Qudama al-Maqdissi (arabe : ابن قدامة المقدسي), né en 1147 à Jamma'in en Palestine et mort en 1223 à Damas, était un théologien arabe musulman du madhhab hanbali, auteur de nombreux livres de jurisprudence islamique doctrine hanbalite dont al-Mughni, l'un des manuels de jurisprudence hanbalite les plus connus, et Tahrim an-nadhar (Censure de la théologie spéculative).

## Nom complet
Son vrai nom était Muwaffaq ad-Din Abu Muhammad Abd Allah ibn Ahmad Ibn Muhammad ibn Qudama ibn Miqdam ibn Nasr ibn Abdillah al-Maqdisi. Il fut surnommé plus tard également « ad-Dimashqi » (le damascène) et « as-Salihi » (le pieux).

## Biographie

### Enfance
Né à Jamma'in en Palestine durant le mois Cha`ban en 1147 (541 A.H.), il mémorisa entièrement le Coran très jeune, étudia la théologie et était connu pour avoir une belle écriture. À l'âge de dix ans, sa famille partit pour Damas. 
Il partit avec son cousin Abd al-Ghani pour Bagdad et rencontra Abd al Qadir al-Jilani peu avant sa mort. Ils restèrent dans son école, apprirent de lui ainsi que d'autres théologiens et étudiants de cette époque comme Abu al-Faraj ibn al-Jawzi, Hibat-ullah ibn Al-Hasan Ad-Daqaq, Abil Fath ibn Al-Batti, Abi Zurah ibn Tahir, Yahya ibn Thabit, Khadijah An-Nahrawaniyah, Abi al-Makarim ibn Hilal (Syrie), Abi al-Fadl at-Tusi (Irak), Al-Mubarak ibn at-Tabbakh (La Mecque).

### Mort
Tard dans sa vie, ibn Qudama quitta Damas pour rejoindre Saladin dans son expédition contre les Francs en 1187, participant notamment au siège de Jérusalem. Il mourut un samedi, le jour de l'Aïd el-Fitr le 7 juillet 1223 (620 A.H.).

## Héritage
Voici une liste des théologiens musulmans qu'il influença :
- Al-Bahaa ;
- Ibn Taymiyya (école hanbalite, un siècle plus tard) ;
- Abdur Rahman ;
- Al-Jamal Abu Musa ibn al-Hafidh ;
- Ibn Khalil ;
- Ibn an-Najjar ;
- Ash-Shams ibn Kamal ;
- Zaynab bint al-Wasiti.

### Commentaires de la part de théologiens musulmans
Ibn an-Najjar l'a décrit en ces termes : « L'imam hanbalite de la mosquée de Damas était digne de confiance, de figure noble, extrêmement généreux, d'un caractère propre, un adorateur prudent, suivant la méthodologie des Salaf (les anciens), émettant de la lumière (de connaissance et de piété) et respectueux. On pouvait apprendre de lui rien qu'en l'observant, avant même qu'il commence son discours !. ».
Ibn Taymiyyah a dit à son propos : « Personne ne possédant plus de compréhension de la religion n'est entré au Bilad el-Cham (Syrie), après Al-Awzaai, autre que cheikh al-Muwaffaq. ».
Ibn Kathir a dit à son propos : « Il était Cheikh al-Islam (titre donné à certains grands savants), un imam, un savant, d'une compétence exceptionnelle. Il n'y eut ni dans son époque ni pendant une longue période de temps le précédant, quelqu'un possédant aussi bien le fiqh que lui. ».
Ibn Rajab (en) a dit de lui dans ses livres : « Il a généré des avantages à tous les musulmans sur un niveau général, et pour les érudits du Madhab hanbalite sur un niveau spécifique. Ces livres ont été largement répandus et devinrent très populaires, en fonction de la noblesse de son intention et de sa sincérité en les écrivant. ».

## Œuvres
Il laissa de nombreux disciples et une œuvre abondante
Il réalisa plusieurs dizaines d'ouvrages dont voici quelques-uns :

### Sur la croyance
- Al-qadar
- Al-uluw
- Dham-ut-ta'wîl
- Lum`at-ul-`itiqâd
- Tahrîm an-nadhar

### Sur la jurisprudence islamique
- El Kâfî
- El Mughnî
- El Muqni` fî-l-fiqh
- `Umdat-ul-fiqh
- El Hadi

### Sur les fondements de la jurisprudence
- Rawdat-un-nâdhir wa jannat-ul-munâdhir

### Sur l'ascétisme (zuhd)
- Dhamm al-waswās
- Fadâil-ul-sahâba
- Kitâb at-tawwâbin
- Kitâb ar-riqqah wa-l-bukâ
- Mukhtasar minhâj al-qâsidîn

### Sur le hadith
- Mukhtasar `ilal-ul-hadith lil-khilâl